# Шашково (Рыбинский район)
Шашко́во — посёлок сельского типа, центр Шашковской сельской администрации Назаровского сельского поселения Рыбинского района Ярославской области .
Посёлок расположен на левом, высоком и обрывистом берегу реки Волги, высота обрыва составляет 35 м. На противоположном берегу Волги, напротив Шашково находится посёлок Песочное. Посёлок расположен южнее, ниже устья небольшой реки Карановская. За рекой Карановская находился деревня Караново и левобережная часть посёлка Песочное. По северной окраине посёлка проходит  автомобильная дорога Рыбинск-Тутаев. В 1 км к северу по этой дороге, в сторону Рыбинска находится деревня Мартюнино, а в 1 км на юго-восток в сторону Тутаева - деревня Паздеринское.
В Шашкове расположена Крестовоздвиженская церковь 1775 г.,  объявленная памятником культуры. В непосредственных окрестностях находится ряд археологических памятников: 
- Курган Х – XIII в.
- Стоянка 1  VII - VI тыс. до н. э.
- Стоянка 2  IV-III тыс.  до н. э.
- Стоянка 3 и селище VII тыс.  до н. э.  I в. до н. э.
- Стоянка 4 и селище VII тыс. до н. э. – I в. до н. э.[4].

На волжском берегу между Шашково и Паздеринской долгое время существовала пассажирская пристань Первомайск, на которой обычно причаливали суда местной линии: Рыбинск-Колхозник.
На плане Генерального межевания Романовского уезда 1790 года на месте села обозначена деревня Шишина и Воздвиженский погост. После объединения уездов в 1822 году  Шашково относилось к Романово-Борисоглебскому уезду .
На 1 января 2007 года в посёлке числилось 718 постоянных жителей . В посёлке действует детский сад, школа, почтовое отделение. По почтовым данным в посёлке 17 улиц: Волжская (6 домов), Запрудная (5 домов), Заречная (10 домов), Лесная (7 домов), Луговая (4 дома), Молодёжная (7 домов), Набережная (4 дома), Новая (9 домов), Парковая (17 домов), Садовая (18 домов), Советская (12 домов), Сосновая (5 домов), Строительная (3 дома), Центральная (10 домов), Черемушки (20 домов), Юбилейная (49 домов), Береговая .

## Население
| 1859 | 2002 | 2007 | 2010 |
| ---- | ---- | ---- | ---- |
| 81   | ↗682 | ↗718 | ↘639 |

## Достопримечательности
В поселке расположена недействующая Церковь Воздвижения Креста Господня (1775).

## Общественный транспорт
Действует пристань Первомайск с регулярным водным сообщением Рыбинск — Колхозник.